# 커피나무
커피나무(학명: Coffea arabica 코페아 아라비카[*], Arabian coffee)는 꼭두서니과의 관목이다.

## 분포
아프리카에 분포한다. 동아프리카(수단, 에티오피아, 케냐)가 원산지이다.

## 커피나무 열매
- 외과피 : 커피원두의 겉껍질.
- 펄프 : 중과피라고도 하며 원두를 감싸는 중간층 껍질이다.
- 파치먼트 : 내과피, 속껍질이라고도 한다.
- 실버스킨 : 커피원두를 감싸는 성분.
- 센터 컷 : 커피원두 중앙에 파여진 홈.

## 커피나무 품종
- 아라비카(Arabica)

에티오피아가 원산지이며 해발 800m ~ 2000m의 고산지대 및 고지대에서 생육이 가능하며 적정 강수량은 1500m ~ 2000m이다. 뿌리가 땅 속 깊이 스며들기 때문에 가뭄에 강한 편이나 단점상 병충해, 냉해 등에 약하다. 미각상 풍부하고 신맛이 깊으며 주로 스트레이트나 스페셜 커피에 사용한다.
- 로부스타(Robusta)

콩고 공화국이 원산지이며 별칭으로 카네포라(Canephora)라고도 한다. 해발 700m 이하의 저지대나 평지에서 생육이 가능하며 강수량은 2000m ~ 3000m이다. 병충해에 강하며 아라비카에 비해서 미각상 쓴맛이 짙고 카페인 함량이 높다. 코스타리카에서는 로부스타 재배가 법적으로 금지되어 있다. 주로 인스턴트 커피에 사용한다.

## 사진 갤러리

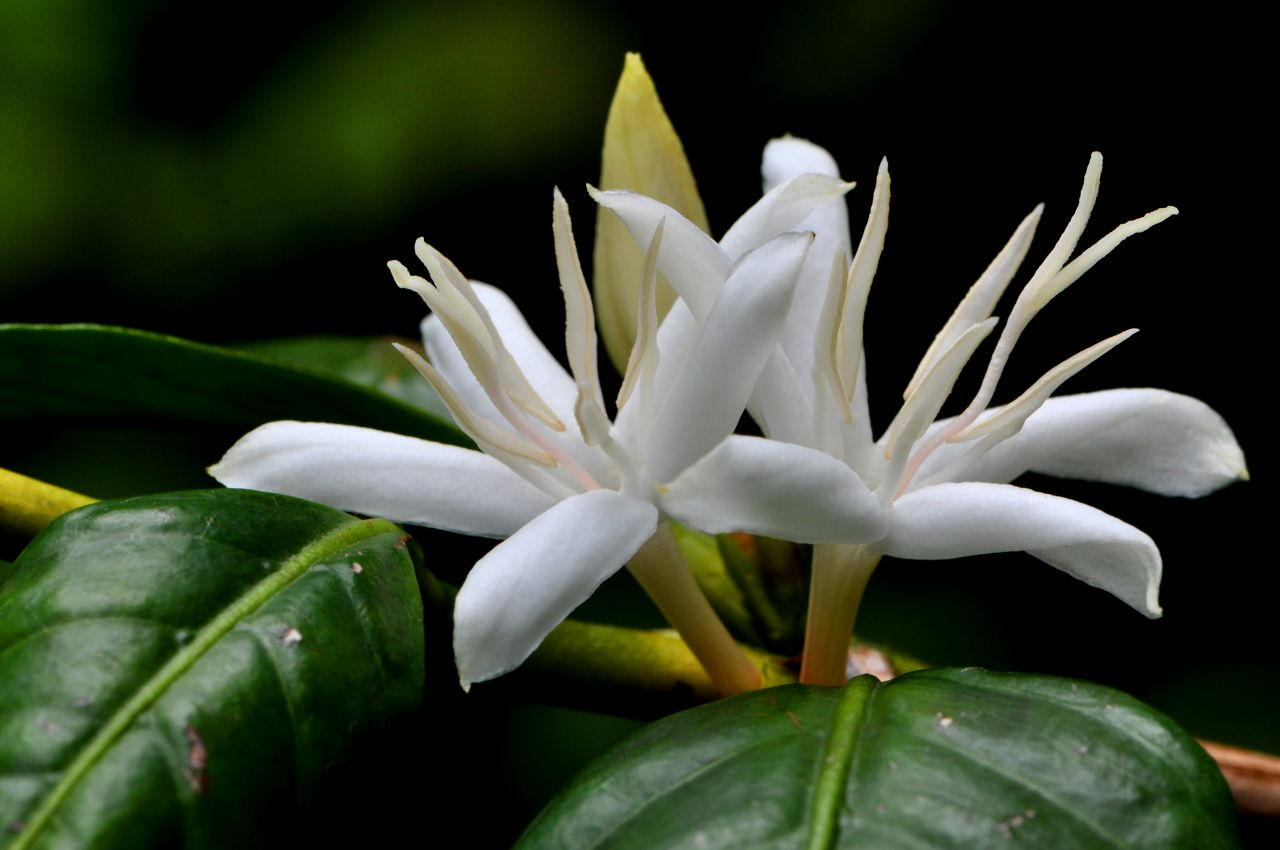
꽃
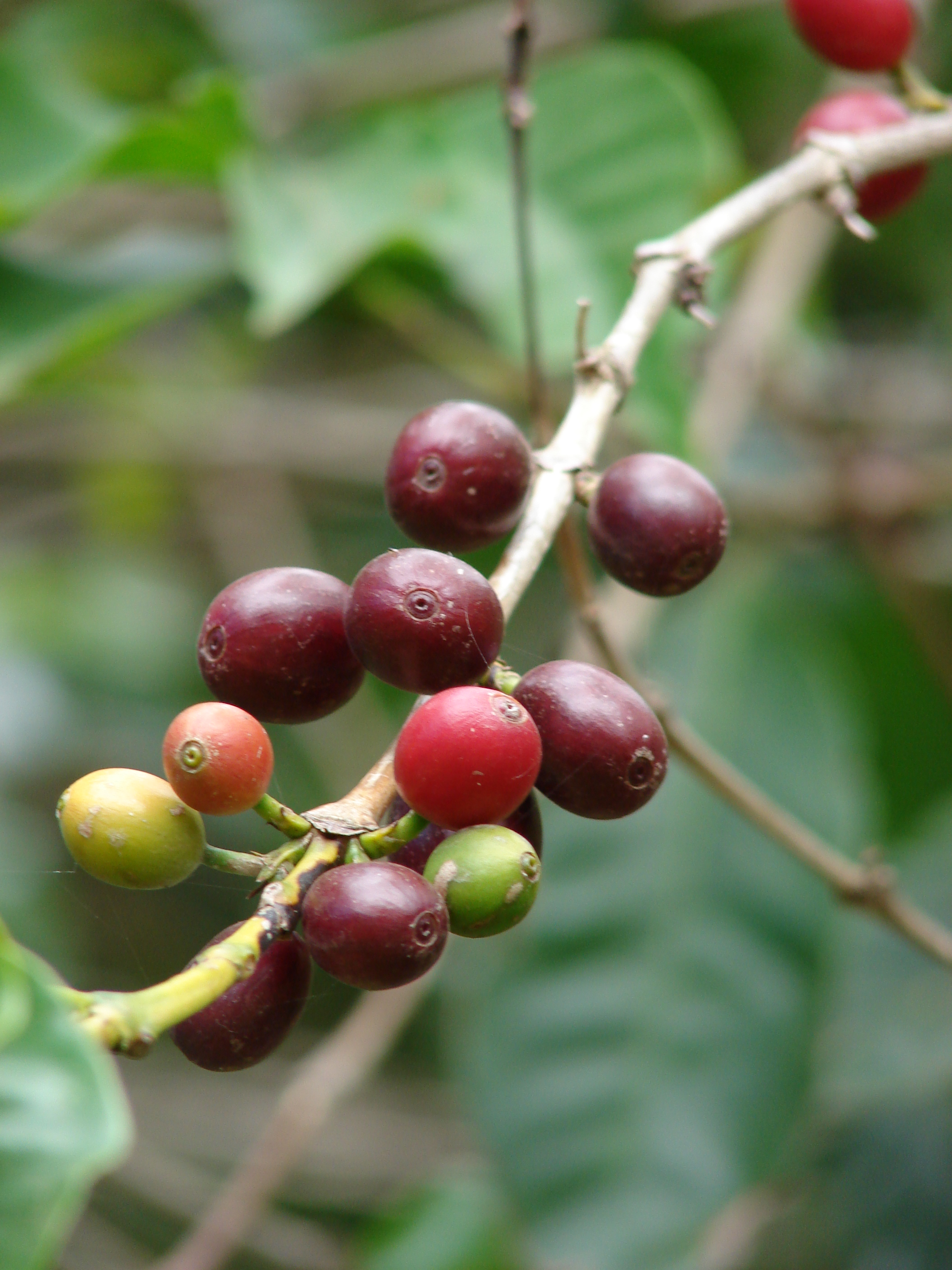
열매